# Jūkō B-Fighter
Jūkō B-Fighter (jap. 重甲ビーファイター Jūkō Bī Faitā; Beetle Fighter) – japoński serial tokusatsu, czternasta część cyklu Metalowi herosi. Serial został stworzony przez Toei Company, emitowany był na kanale TV Asahi od 5 lutego 1995 do 25 lutego 1996 i liczył 53 odcinki. Jest to pierwsza część minisagi B-Fighter. Bezpośrednią kontynuacją serialu jest B-Fighter Kabuto.
W 1996 roku powstała amerykańska adaptacja serialu zatytułowana Beetleborgi.

## Fabuła
Na całym świecie z nieznanych powodów owady różnych gatunków zaczynają się roić i łączyć w chmary. W celu zbadania przyczyn, do Ameryki Południowej przybywa grupa entomologów z międzynarodowej sieci uczelni zwanej Earth Academy. Badacz z Japonii – Takuya Kai po oddzieleniu się od grupy odnajduje w krypcie ogromnego żuka-pustelnika zwanego Guru, który mówi mu, że owady boją się istot nadchodzących z innego wymiaru, zwanych Jamarl. Earth Academy chce pomóc owadom i tworzy trzy specjalne zbroje. Niestety podczas pierwszej próby nowych kombinezonów dochodzi do zniszczenia systemu, jednak na miejsce przybywa Guru, który łączy zbroje z mocą życiową trójki chrząszczy. Zbroje ożywają i stają się urządzeniami zwanymi B-Commanderami, z których jeden wybiera Takuyę a dwa pozostałe Daisaku Katagiriego oraz Rei Hayamę. Trójka ta musi ocalić świat od Jamarl i ich potworów. W 19 odcinku Takuya został sklonowany przez złą wiedźmę Jagul i narodził się osobnik o imieniu Shadow, który stał się złym B-Fighterem. W 21 odcinku Rei opuszcza zespół zaś na jej miejsce wchodzi Mai Takatori.

## Bohaterowie
- Takuya Kai (jap. 甲斐 拓也 Kai Takuya) / Blue Beet (jap. ブルービート Burūbīto)
- Daisaku Katagiri (jap. 片霧 大作 Katagiri Daisaku) / G-Stag (jap. ジースタッグ Jīsutaggu)
- Rei Hayama (jap. 羽山 麗 Hayama Rei) / Reddle (jap. レッドル Reddoru; odc. 1-21)
- Mai Takatori (jap. 鷹取 舞 Takatori Mai) / Reddle (jap. レッドル Reddoru; odc. 22-53)

## Obsada
- Takuya Kai: Daisuke Tsuchiya
- Daisaku Katagiri: Shigeru Kanai (także Yuusaku Hayakawa/Mega Srebrny w Megaranger)
- Rei Hayama: Reina Hazuki
- Mai Takatori: Chigusa Tomoe
- Kenzou Mukai: Takashi Sasano
- Shadow: Keisuke Tsuchiya (także Kazu/Kirin Ranger w Dairanger)
- Guru: Yasuo Tanaka (głos)
- Gaohm: Takeshi Watabe (głos)
- Gigaro: Toshimichi Takahashi (głos)
- Jera: Yūko Itō
- Schwartz: Shigeru Chiba (głos)